# Прощай, немытая Россия
«Прощай, немытая Россия» (название по первой строчке) — стихотворение М. Ю. Лермонтова, пользовавшееся широкой известностью на протяжении XX века, а в постсоветскую эпоху вызвавшее полемику по поводу авторства.

## История
История создания стихотворения в точности неизвестна. Принято считать, что оно было написано М. Ю. Лермонтовым в мае 1840 года (время отъезда поэта в ссылку на Кавказ) либо в апреле 1841 года, когда поэту было предписано покинуть Петербург.

## Характеристика

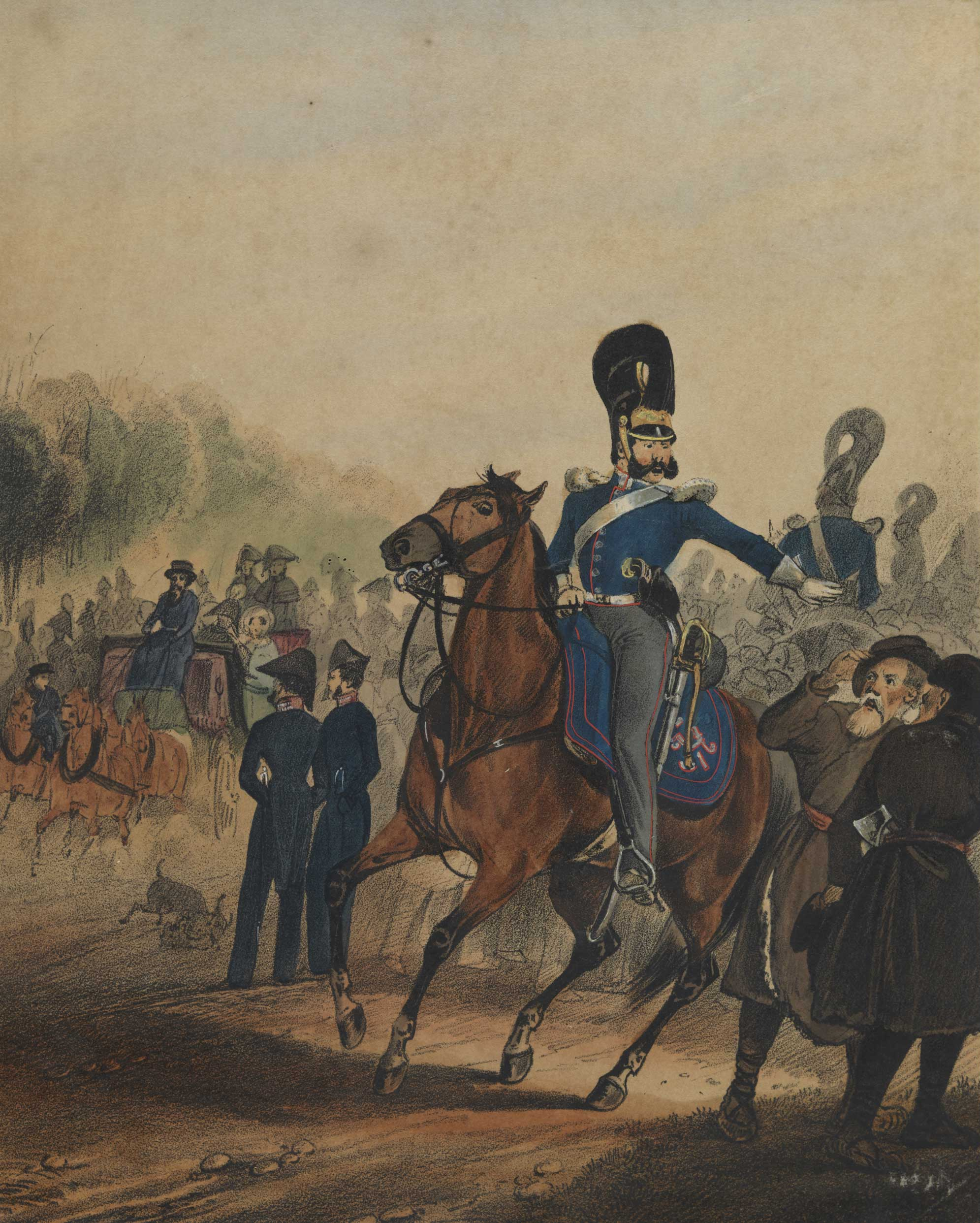
«Мундиры голубые» — униформа Отдельного корпуса жандармов (тайной полиции)